# Afganistán en los Juegos Olímpicos de Atenas 2004
Afganistán estuvo representado en los Juegos Olímpicos de Atenas 2004 por cinco deportistas, tres hombres y dos mujeres, que compitieron en cuatro deportes.
El equipo olímpico afgano no obtuvo ninguna medalla en estos Juegos.

## Fondo
Afganistán envió por primera vez una delegación para competir en los Juegos Olímpicos de Verano en los Juegos de Berlín de 1936. Han competido en todos los Juegos Olímpicos de verano desde entonces, y sólo se han perdido cinco Olimpiadas entre 1936 y 2004. Estos fueron en 1952, 1976, 1984, 1992 y 2000. Afganistán fue suspendido por el Comité Olímpico Internacional (COI) en octubre de 1999 y posteriormente excluido de los Juegos Olímpicos de Sydney 2000 debido a su discriminación contra las mujeres bajo el régimen de los talibanes y su prohibición de los deportes femeninos. Tras la caída de los talibanes en 2001, el COI ayudó a las autoridades locales a establecer un nuevo Comité Olímpico Nacional. Estos esfuerzos llevaron a que el COI reinstaurara al país en su 115ª reunión en la capital checa de Praga el 29 de junio de 2003 y les dijo que un requisito previo para la futura participación olímpica era la inclusión de mujeres en su delegación.
Los Juegos de Verano de Atenas 2004, que tuvieron lugar del 13 al 29 de agosto de 2004, fueron la undécima participación de Afganistán en unos Juegos Olímpicos. La nación envió cinco atletas a los Juegos Olímpicos: los velocistas Masoud Azizi y Robina Muqimyar, el boxeador Basharmal Sultani, el judoka Friba Rezayee y el luchador Bashir Ahmad Rahmati. La inclusión de Muqimayar y Rezayee en el equipo fue la primera vez que Afganistán envió atletas femeninas a unos Juegos Olímpicos de verano. Los cinco atletas se entrenaron en Afganistán y luego con entrenadores iraníes en Teherán antes de viajar a Salónica en el período previo a los Juegos. El equipo tenía un presupuesto limitado debido a la escasez de capital por parte de las autoridades afganas y el consenso general en los medios era que no obtendrían medallas en los Juegos. Neema Surgatar, entrenadora del equipo de Afganistán, fue la abanderada en la ceremonia de apertura, mientras que otro entrenador, Kosia Akashi, la llevó en la ceremonia de clausura.

## Atletismo
Masoud Azizi, que participó en sus primeros Juegos Olímpicos a los 18 años, fue el único atleta masculino que compitió por Afganistán en una competición de atletismo. Se clasificó para los Juegos de Atenas después de que le concedieran una plaza de comodín porque su mejor tiempo de 11,16 segundos establecido durante la práctica en los 100 metros masculinos fue 0,88 segundos más lento que el estándar de clasificación olímpica "B" del evento. En una entrevista antes de los Juegos, Azizi dijo: "Estoy muy orgulloso de estar con los otros campeones del mundo. Me presentaré a ellos", y, "Intento hacer todo lo posible para devolver algo a casa". Todo el mundo quiere conseguir una medalla, pero incluso si no la consigue, no es una cuestión de ganar o perder. Lo principal es participar." Fue sorteado para competir en la cuarta serie junto a otros ocho velocistas el 21 de agosto. Azizi terminó octavo y último de todos los corredores que terminaron con un tiempo de 11,66 segundos; solo los tres primeros de cada serie y los siguientes diez más rápidos en general entre las diez series pudieron avanzar, y fue eliminado de la competencia. Azizi representaría a Afganistán dos veces más en los Juegos Olímpicos de Verano de 2008 y 2012.
Robina Muqimyar, de 18 años, fue la única atleta femenina que representó a Afganistán en los Juegos Olímpicos de Verano de 2004. Se clasificó para los Juegos Olímpicos después de que el COI le diera una plaza de comodín, ya que su mejor tiempo de 13,76 segundos fue 1,74 segundos más lento que el estándar de clasificación olímpica "B" para los 100 metros femeninos. Su familia consintió en que compitiera en Atenas. El judoka Stig Traavik descubrió a Muqimyar, quien comenzó a entrenar en una pista deteriorada en el Estadio Ghazi dos veces por semana, a veces descalzo pero siempre lejos de los hombres por miedo al acoso y las agresiones. Antes de los Juegos, le dijo al Servicio Mundial de la BBC su deseo de ser un modelo a seguir para las mujeres afganas. El 20 de agosto de 2004, Muqimyar participó en la séptima serie, terminando séptimo entre ocho corredores, con un tiempo récord nacional de 14,14 segundos. Fue eliminada de la competencia ya que sólo los tres primeros de cada serie y los diez siguientes más rápidos en general entre las diez series avanzaron a la siguiente ronda. Después, Muqimayr declaró: "Me sentí un poco asustada porque todo el mundo me estaba mirando. Pero durante el calentamiento, los otros atletas me dijeron que entendían las dificultades que he enfrentado para llegar hasta aquí y me animaron. En el estadio, escuché muchos aplausos". ¡Robin! ¡Robin! "y eso me hizo sentir bien". Representó a Afganistán nuevamente en los Juegos de Beijing de 2008.
Masculino:
| Atleta      | Evento     | Calor     | Calor | Cuarto de final | Cuarto de final | Semifinal | Semifinal | Final     | Final     |
| Atleta      | Evento     | Resultado | Rango | Resultado       | Rango           | Resultado | Rango     | Resultado | Rango     |
| ----------- | ---------- | --------- | ----- | --------------- | --------------- | --------- | --------- | --------- | --------- |
| Masud Azizi | 100 metros | 11.66     | 8     | No avanzó       | No avanzó       | No avanzó | No avanzó | No avanzó | No avanzó |

Femenino:
| Atleta          | Evento     | Calor     | Calor | Cuarto de final | Cuarto de final | Semifinal | Semifinal | Final     | Final     |
| Atleta          | Evento     | Resultado | Rango | Resultado       | Rango           | Resultado | Rango     | Resultado | Rango     |
| --------------- | ---------- | --------- | ----- | --------------- | --------------- | --------- | --------- | --------- | --------- |
| Robina Muqimyar | 100 metros | 14.14 NR  | 7     | No avanzó       | No avanzó       | No avanzó | No avanzó | No avanzó | No avanzó |

## Boxeo
Basharmal Sultani tenía 19 años en el momento de los Juegos de Verano de Atenas y estaba haciendo su única aparición en unos Juegos Olímpicos. Recibió una invitación comodín para participar en los Juegos por parte del COI después de no lograr un lugar de clasificación automática con su tercer puesto en las rondas de clasificación asiáticas para la categoría de peso welter. Sultani fue sorteado para enfrentar a Mohamed Hikal de Egipto en los dieciseisavos de final el 15 de agosto en el Peristeri Olympic Boxing Hall. Perdió el partido por 12-40 en puntos y por lo tanto ese fue el final de su competición. Aunque fue derrotado, Sultani fue aplaudido por la pequeña multitud de espectadores y dijo sobre su participación en los Juegos Olímpicos a The Atlanta Journal-Constitution: "Este fue un gran momento en mi vida, y será lo mismo para otros atletas cuando compitan".
| Atleta                 | Evento      | Dieciseisavos de final | Octavos de final    | Cuartos de final    | Semifinales         | Final               | Final     |
| Atleta                 | Evento      | Oposición Resultado    | Oposición Resultado | Oposición Resultado | Oposición Resultado | Oposición Resultado | Rango     |
| ---------------------- | ----------- | ---------------------- | ------------------- | ------------------- | ------------------- | ------------------- | --------- |
| Sultanato de Basharmal | Peso welter | Hikal (EGY) L 12–40    | No avanzó           | No avanzó           | No avanzó           | No avanzó           | No avanzó |